# U-Bahnhof Areeiro

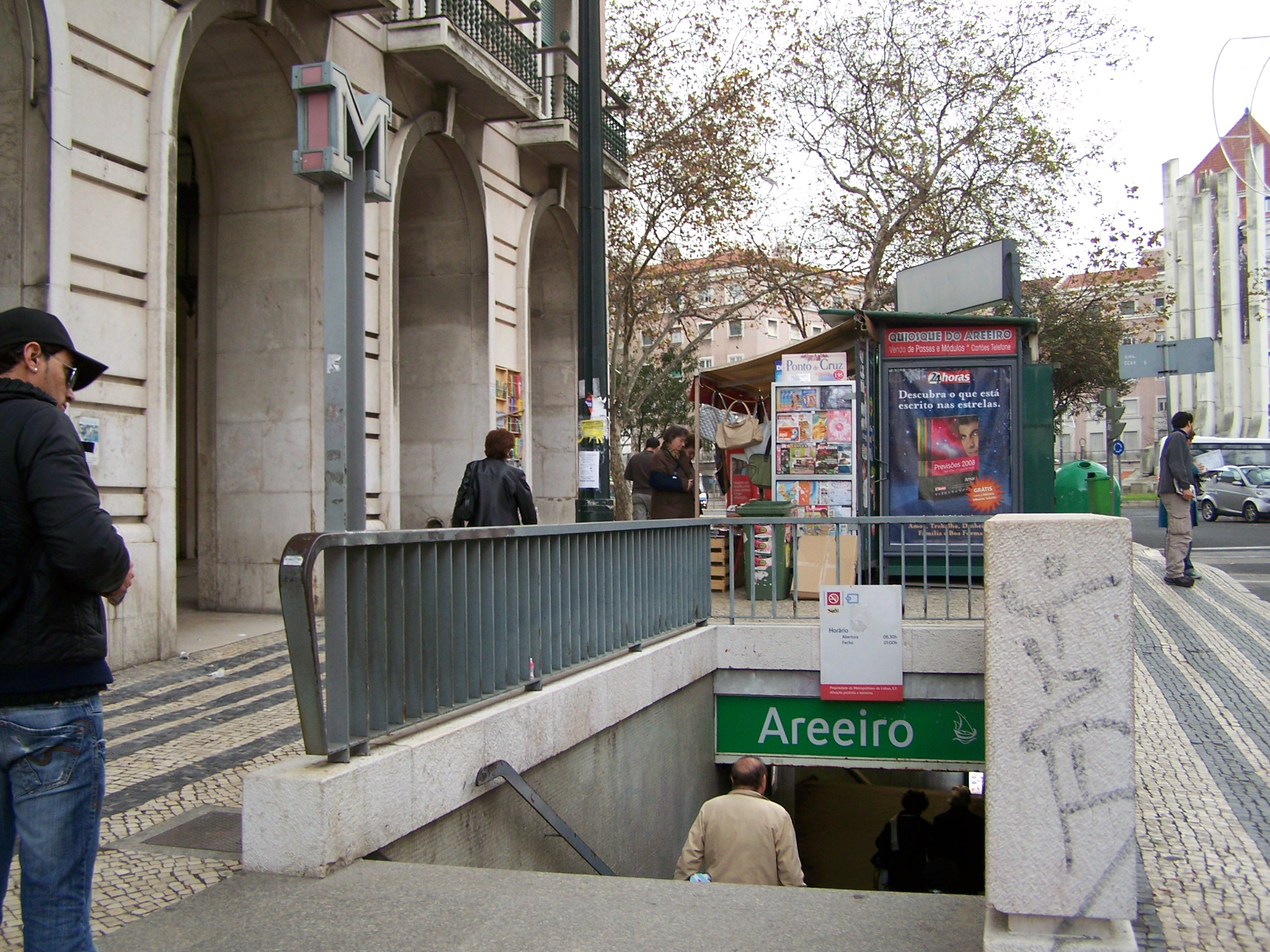
Eingang zum U-Bahnhof Areeiro

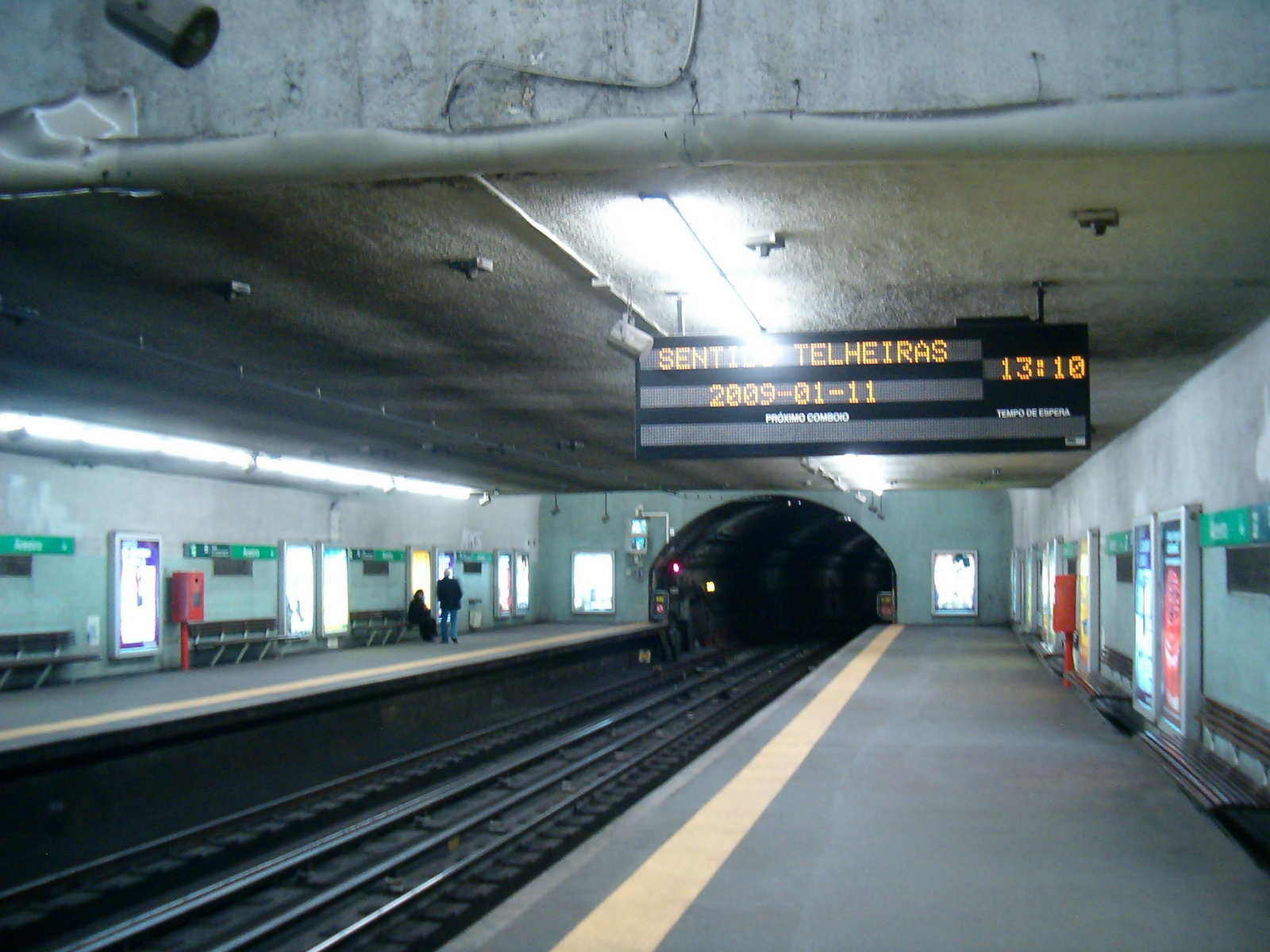
Der Bahnhof soll 2009/2010 saniert werden und dabei auch zwei Aufzüge erhalten. Die Bauarbeiten begannen aber erst 2011

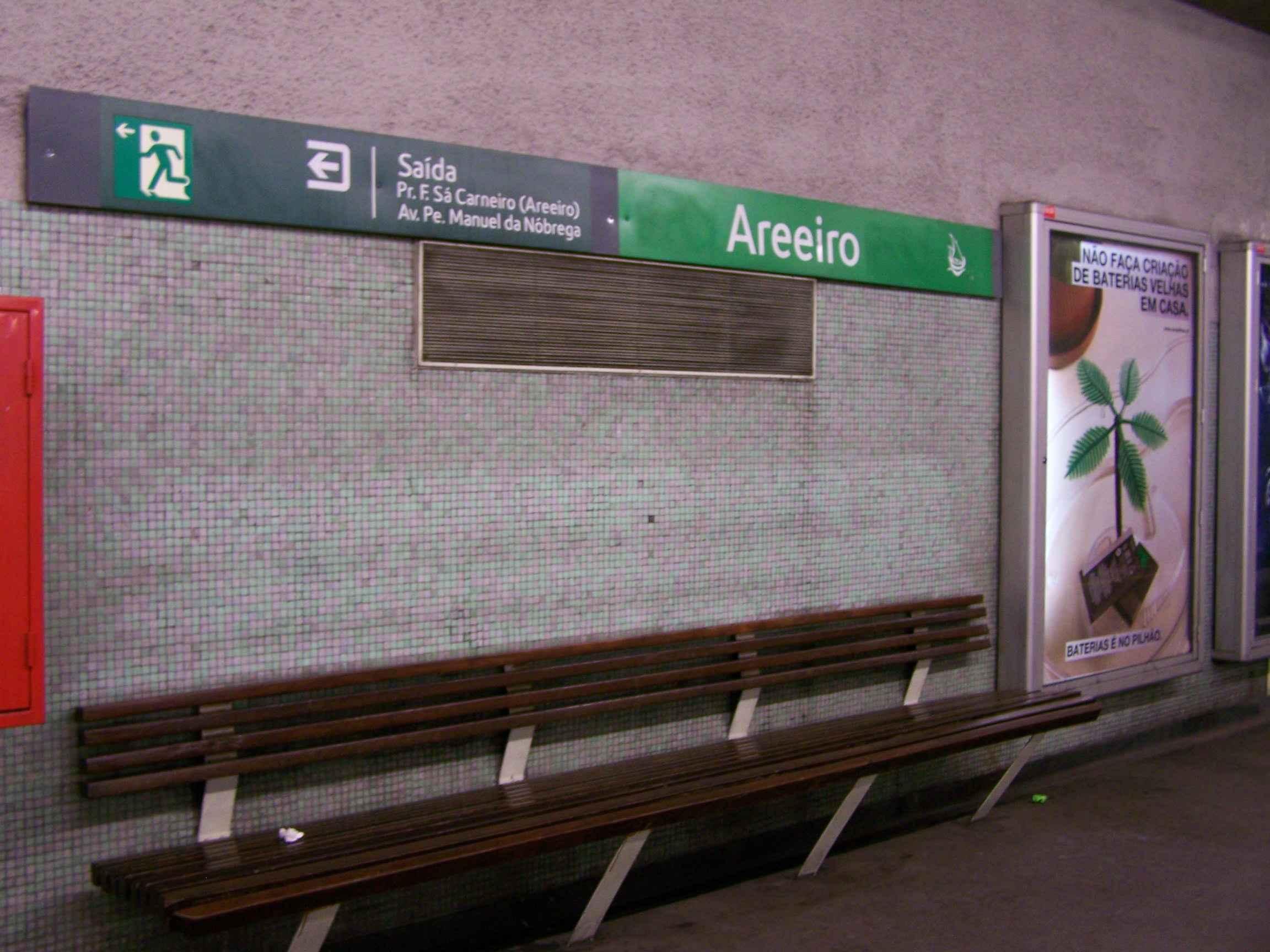
Eine Sitzbank im Bahnhof

Areeiro ist ein U-Bahnhof der Linha Verde der Metro Lissabon, des U-Bahn-Netzes der portugiesischen Hauptstadt. Der Bahnhof befindet sich direkt unter der Praça Francisco Sá Carneiro in der Lissabonner Stadtgemeinde Areeiro. Die Nachbarbahnhöfe sind Roma und Alameda. Der Bahnhof ging am 18. Juni 1972 in Betrieb. Es besteht offiziell, trotz eines längeren Fußweges von etwa 500 Metern, eine Umsteigemöglichkeit zum Regional- und Vorortbahnhof Roma-Areeiro.

## Geschichte
Der U-Bahnhof Areeiro wurde offiziell am 18. Juni 1972 als Teil der Verlängerung von Anjos nach Alvalade in Betrieb genommen. Dieser Teil war der letzte der fertigzustellenden zweiten Bauphase der Lissabonner Metro. Zu diesem Zeitpunkt war somit innerhalb von sechzehn Jahren ein Netz mit zwei Linienästen von insgesamt 20 Stationen entstanden.
Für die Bahnhöfe der letzten Bauetappe war durchweg der Architekt Dinís Gomes zuständig, der sich am standardisierten Bahnhofsentwurf von João Falcão e Cunha orientierte, der den Großteil der bereits bestehenden Bahnhöfe entworfen hatte. Er wählte auch beim Bahnhof Areeiro zwei 70 Meter lange Bahnsteige, die für Vier-Wagen-Züge ausgelegt waren. Der Bahnhof erhielt auf der nördlichen Seite eine Vorhalle sowie drei Ausgänge, die sowohl auf dem oberirdischen Platz Praça de Areeiro (heute Praça Francisco Sá Carneiro) beziehungsweise auf die Straße Avenida Padre Manuel de Nóbrega münden. Für die Ausgestaltung des Bahnhofes war auch hier die Künstlerin Maria Keil zuständig. Sie wählte Azulejos mit grünen und weißen vertikalen Streifen, auf denen goldfarbene, miteinander verwobene Wellenlinien abgebildet sind. Die Bahnhofshalle ist im nördlichen Teil wesentlich niedriger als im südlichen, da der Straßentunnel der Avenida João XXI. im rechten Winkel zur U-Bahn-Strecke verläuft.
Seit der Eröffnung des Bahnhofes hat sich nicht mehr besonders viel geändert, lediglich die Linienbezeichnung und die möglichen Streckenziele unterschieden sich. Heute ist der Bahnhof ein Teil der Linha Verde (Grüne Linie) zwischen Telheiras und Cais do Sodré.
Um die steigenden Fahrgastströme auf der Linie bewältigen zu können, entschied die Metropolitano de Lisboa, EPE die Bahnhöfe der grünen Linie im Rahmen einer Generalsanierung von 70 Meter auf 105 Meter zu verlängern, um Sechs-Wagen-Kompositionen, wie auch auf den anderen Linien, einsetzen zu können. Im Rahmen dessen soll der Bahnhof auch, wie beispielsweise bei den Nachbarbahnhöfen Roma und Alvalade, künstlerisch umgestaltet werden und Aufzüge erhalten. Die Arbeiten sollten im Jahr 2009 beginnen und 2010 fertiggestellt werden, begannen jedoch erst im August 2011. Aufgrund finanzieller Schwierigkeiten sind die Bauarbeiten bis heute nicht abgeschlossen.

## Verlauf
Am U-Bahnhof bestehen Umsteigemöglichkeiten zu den Buslinien der Carris sowie zu den Vorortbahnlinien der Eisenbahngesellschaften CP Urbanos de Lisboa und Fertagus (Bahnhof Lissabon Roma-Areeiro).
| Linie | Verlauf |
| ----- | --- |
|       | Telheiras – Campo Grande – Alvalade – Roma – Areeiro – Alameda – Arroios – Anjos – Intendente – Martim Moniz – Rossio – Baixa-Chiado – Cais do Sodré |